# オブーヒウ
オブーヒウ（ウクライナ語: Обухів）は、ウクライナのキーウ州にある都市で、オブーヒウ地区の行政の中心地である。人口は33,287人。キーウの南約40kmに位置する。

## 歴史
紀元前2千年紀頃からここに人が居住していた形跡が発見されている。オブーヒウは、ルカヴィツァの名称で1362年の年代記で初めて言及された。1932年から1933年にかけてのホロドモール後、村は大きく景観を変えた。1979年には市となった。

## 人口形態
2001年国勢調査
| 国籍               | 百分率 |
| ------------------ | ------ |
| ウクライナ人       | 88.11% |
| ロシア人           | 9.82%  |
| ベラルーシ人       | 0.73%  |
| ポーランド人       | 0.24%  |
| アゼルバイジャン人 | 0.13%  |
| アルメニア人       | 0.12%  |
| モルドバ人         | 0.11%  |
| その他/指定なし    | 0.74%  |

## 姉妹都市
ドイツ、ラーデボイル
 ウクライナ、ミルホロド